# Saison 1933-1934 de la Can-Am
Saison précédente Saison suivante
La saison 1933-1934 est la huitième saison de la Canadian-American Hockey League. Cinq franchises jouent chacune 40 rencontres. Les Reds de Providence remportent le Trophée Henri Fontaine en battant les Cubs de Boston en 3 matches en séries éliminatoires.

## Saison régulière
| Clt   | Équipe                 | PJ | V  | D  | N | BP  | BC  | Pts |
| ----- | ---------------------- | -- | -- | -- | - | --- | --- | --- |
| +001, | Reds de Providence     | 40 | 19 | 12 | 9 | 91  | 92  | 47  |
| +002, | Cubs de Boston         | 40 | 18 | 16 | 6 | 112 | 104 | 42  |
| +003, | Arrows de Philadelphie | 40 | 17 | 15 | 8 | 121 | 101 | 42  |
| +004, | Castors de Québec      | 40 | 16 | 15 | 9 | 96  | 88  | 41  |
| +005, | Eagles de New Haven    | 40 | 12 | 24 | 4 | 72  | 107 | 28  |

- En gras : champion de la saison régulière
- En italique : qualifié pour les séries

## Séries éliminatoires
Les Reds de Providence, vainqueurs de la saison régulière, sont directement qualifiés pour la finale alors que les Cubs de Boston et les Arrows de Philadelphie s'affrontent en deux matchs pour désigner l'autre finaliste. Les Cubs se qualifient pour la finale en battant les Arrows 2 matchs à rien mais sont ensuite battus en trois matchs par les Reds,.